# Oligonychus themedae
Oligonychus themedae är en spindeldjursart som beskrevs av Meyer 1974. Oligonychus themedae ingår i släktet Oligonychus och familjen Tetranychidae. Inga underarter finns listade i Catalogue of Life.